# Charlaine Harris
Charlaine Harris (født 25. november 1951) er en New York Times bestseller-forfatter, som har skrevet mysterier i over tyve år. Hun er født og opvokset i Mississippi River Delta området i USA. Hun bor nu i det sydlige Arkansas med sin mand og tre børn. Selv om hendes tidlige værker hovedsagelig bestod af digte om spøgelser og senere teenager angst, hun begyndte at skrive skuespil, da hun gik på Rhodes College i Memphis, Tennessee. Hun begyndte at skrive bøger et par år senere. Hendes senere bøger har været i urbane fantasy genren. Hun er bedst kendt for The Southern Vampire Mysteries-serien

## Liv og karriere
Harris blev født i Tunica, Mississippi, USA. Efter offentliggørelse af to enkeltstående mysterier, Harris begyndte Aurora Teagarden bogserien med Real Murders. Nomineret til Agatha Awards for Best Novel i 1990. Harris skrev flere bøger i serien, før midten af 1990'erne, hvor hun begyndte forgrener sig ud i andre værker. Hun genoptog ikke serien før i 1999, med undtagelse af en enkelt novelle i en Murder, She Wrote antologi med titlen "Murder , They Wrote."
I 1996 udgav hun den første bog i Shakespeare-serien, der foregår i det landlige Arkansas. Harris "bor i lille by i Arkansas", ifølge et New York Times interview. Den femte bog i serien, Shakespeares Rådgiver, blev trykt i efteråret 2001, efterfulgt af novellen "Dead Giveaway" udgivet i Ellery Queen Mystery Magazine i december samme år. Harris har oplyst på sin hjemmeside, at hun er færdig med serien.
Efter Shakespeare-serien, skabt Harris The Southern Vampire Mysteries serien om en telepatisk servitrice ved navn Sookie Stackhouse, som arbejder i en nordlige Louisiana bar. Den første bog i serien, Dead Until Dark, vandt Anthony Award for Best Paperback Mystery i 2001. Hver bog følger Sookie, når hun forsøger at løse mysterier der involverer vampyrer, varulve og andre overnaturlige væsner. Serien er blevet udgivet i Australien, New Zealand, Japan, Spanien, Grækenland, Tyskland, Holland, Belgien, Frankrig, Argentina, Polen, Brasilien, Storbritannien, Irland, Mexico, Norge, Finland, Sverige, Danmark, Litauen, Ungarn, Bulgarien, Portugal, Island, Tjekkiet, Rumænien og Estland.
Sookie Stackhouse har vist sig at være så populære, at Alan Ball, skaberen af HBO-tv-serien Six Feet Under, påtog sig produktionen af en HBO-serie baseret på The Southern Vampire Mysteries. Han har også skrev og instruerede den pilotepisode for serien, True Blood, som havde premiere den 7. september 2008 på HBO Harris har skrevet elleve romaner i serien, og tv-serien er et hit for HBO.
Oktober 2005 markerede debuten af Harris 'nye serie med titlen The Harper Connelly Mysteries, med udgivelsen af Grave Sight. Serien er fortalt af en ung kvinde ved navn Harper Connelly, der efter at være blevet ramt af lynet, er i stand til at finde døde kroppe og at se deres sidste øjeblikke gennem øjnene på den afdøde. I oktober 2010 blev det meddelt, Harper Connelly serien havde været en mulighed, for en tv-serie navngivet, "Grave Sight".
Professionelt, er Harris medlem af Mystery Writers of America og American Crime Writers League. Hun er medlem af bestyrelsen for Sisters in Crime, og suppleanter med Joan Hess som formand for Arkansas Mystery Writers Alliance.
I hendes personlige liv, er Harris gift og mor til tre teenagere. En tidligere vægtløfter og karate elev, hun er en ivrig læser og cinemaphile. Harris bor i Magnolia, Arkansas, hvor hun er ledende kirkeværge ved St. James Episcopal Church.

### Aurora Teagarden Serien
1. Real Murders (1990)[7]
2. A Bone to Pick (1992)[8]
3. Three Bedrooms, One Corpse (1994)[9]
4. The Julius House (1995)[10]
5. Dead Over Heels (1996)[11]
  - "Deeply Dead" in Murder, They Wrote (1997)[12]
6. A Fool And His Honey (1999)[13]
7. Last Scene Alive (2002)[14]
8. Poppy Done to Death (2003)[15]

### Lily Bard (Shakespeare) Serien
1. Shakespeare's Landlord (1996)[16]
2. Shakespeare's Champion (1997)[17]
3. Shakespeare's Christmas (1998)[18]
4. Shakespeare's Trollop (2000)[19]
5. Shakespeare's Counselor (2001)[20]
  - "Dead Giveaway" blev offentliggjort i Ellery Queen's Mystery Magazine (december 2001)

### Sookie Stackhouse (Southern Vampire) Serien
1. Dead Until Dark (2001)[21] – på dansk Død indtil solnedgang
2. Living Dead in Dallas (marts 2002)[22] – på dansk Levende død i Dallas
3. Club Dead (maj 2003)[23] – på dansk Klub død
4. Dead to the World (maj 2004)[24]- på dansk Død for verden
  - "Fairy Dust" i Powers of Detection (October 2004)[25]
  - "Dancers in the Dark" a novelle in Night's Edge (October 2004)[26][27]
5. Dead as a Doornail (May 2005)[28] – på dansk Stendød
  - "One Word Answer" i Bite (2005)[29]
6. Definitely Dead (May 2006)[30] – på dansk Fuldstændig død
  - "Tacky" i My Big, Fat Supernatural Wedding (2006) – a Dahlia novelle [27][31]
7. All Together Dead (May 2007)[32] – på dansk Alle sammen døde
  - "Dracula Night" i Many Bloody Returns (September 2007)[33]
  - "Lucky" i Unusual Suspects[34] (December 2008)
8. From Dead to Worse (May 2008), ISBN 0-441-01832-7 – på dansk Død og pine
  - "Gift Wrap" i Wolfsbane and Mistletoe (October 2008)[35]
  - "Bacon" i Strange Brew (July 2009) – gør også en henkastet reference til Jim Butcher's wizard, Harry Dresden; – a Dahlia novelle [27]
9. Dead and Gone (May 2009)[36] – på dansk Død og borte
  - "The Britlingens Go To Hell" i Must Love Hellhounds (September 2009)[27]
  - A Touch of Dead (October 2009) – A compilation of all the Sookie-centric short stories
  - "Dahlia Underground" i Crimes by Moonlight (April 2010) – takes place during All Together Dead – a Dahlia novelle [27]
10. Dead in the Family (May 2010) – på dansk Død i familien
  - "Two Blondes" i Death's Excellent Vacation (August 2010)
  - "A Very Vampire Christmas" i Glamour Magazine (December 2010) – a Dahlia novelle [27][37]
  - "Dying for Daylight" (2011) – The First All New Video Game Written By Charlaine Harris Released By iPlay Games – Starring Dahlia [27][38]
11. Dead Reckoning (May 2011)- på dansk Dødvande
  - "If I Had a Hammer" in Home Improvement: Undead Edition (August 2011)
  - "Small-Town Wedding" a novella in The Sookie Stackhouse Companion (August 2011) – an anthology with interviews, FAQ, recipes, and more [39]
  - "Death by Dahlia" in Down These Strange Streets (October/November 2011) – a Dahlia novelle [27][40]
12. "Deadlocked" (maj 2012)
13. "Dead ever after" (maj 2013)

### Harper Connelly Serien
1. Grave Sight (2005)[41]
2. Grave Surprise (2006)[42]
3. An Ice Cold Grave (2007)[43]
4. Grave Secret (2009)[44]

### Andre / ikke-serie
- Sweet and Deadly (1981)[45] republished in UK as Dead Dog
- A Secret Rage (1984)[46]
- "An Evening With Al Gore" in Blood Lite (October 2008)[47]